# Rio Grande Valley Vipers 2016-2017
La stagione 2016-17 dei Rio Grande Valley Vipers fu la 10ª nella NBA D-League per la franchigia.
I Rio Grande Valley Vipers arrivarono secondi nella Southwest Division con un record di 32-18. Nei play-off vinsero i quarti di finale con i Los Angeles D-Fenders (2-1), la semifinale con gli Oklahoma City Blue (2-1), perdendo poi la finale per il titolo con i Raptors 905 (2-1).

## Roster
| N° | Naz.                   | Ruolo | Sportivo       | Anno | Alt. | Peso |
| -- | ---------------------- | ----- | -------------- | ---- | ---- | ---- |
| 0  | Stati Uniti (bandiera) | G     | Gary Payton    | 1992 | 191  | 86   |
| 1  | Stati Uniti (bandiera) | G     | Isaiah Taylor  | 1994 | 188  | 77   |
| 2  | Stati Uniti (bandiera) | A     | Le'Bryan Nash  | 1992 | 201  | 107  |
| 3  | Stati Uniti (bandiera) | GA    | Paul Jesperson | 1992 | 198  | 93   |
| 3  | Stati Uniti (bandiera) | G     | Jaron Johnson  | 1992 | 193  | 91   |
| 4  | Stati Uniti (bandiera) | G     | Jarvis Threatt | 1993 | 188  | 75   |
| 5  | Stati Uniti (bandiera) | A     | Chris Walker   | 1994 | 208  | 100  |
| 6  | Stati Uniti (bandiera) | GA    | J.P. Tokoto    | 1993 | 198  | 91   |
| 9  | Stati Uniti (bandiera) | G     | Darius Morris  | 1991 | 193  | 86   |
| 10 | Stati Uniti (bandiera) | GA    | Chris Johnson  | 1990 | 198  | 91   |
| 12 | Stati Uniti (bandiera) | A     | Markus Kennedy | 1991 | 206  | 111  |
| 13 | Stati Uniti (bandiera) | G     | Julien Lewis   | 1992 | 193  | 88   |
| 15 | Stati Uniti (bandiera) | G     | P.J. Hairston  | 1992 | 198  | 104  |
| 15 | Stati Uniti (bandiera) | A     | Troy Williams  | 1994 | 201  | 95   |
| 18 | Canada (bandiera)      | A     | Kyle Wiltjer   | 1992 | 203  | 109  |
| 23 | Stati Uniti (bandiera) | C     | Chinanu Onuaku | 1996 | 208  | 111  |
| 32 | Stati Uniti (bandiera) | C     | Joshua Smith   | 1992 | 208  | 132  |
| 98 | Stati Uniti (bandiera) | G     | Dakarai Tucker | 1994 | 196  | 88   |
|    | Stati Uniti (bandiera) | GA    | Sheldon Mac    | 1992 | 198  | 91   |

## Staff tecnico
- Allenatore: Matt Brase
- Vice-allenatori: Joseph Blair, Cody Toppert